# Saison cyclonique 2007 dans l'océan Atlantique nord
La saison 2007 des ouragans (cyclones tropicaux dans l'océan Atlantique) était prévue durer du 1er juin 2007 au 30 novembre 2007, selon la définition de l'Organisation météorologique mondiale.

## Bilan

### Description de la saison
2007 compte 2 ouragans de catégorie 5, ce qui reste un événement rare. 2005 avait connu 4 catégorie 5, 1961 et 1960, à égalité avec 2007, avaient connu 2 ouragans de catégorie 5.

## Noms des tempêtes 2007
La liste des noms utilisée pour nommer les tempêtes et les ouragans pour 2007 était exactement la même que celle de 1997, à l'exception d’Andrea, d’Ingrid et de Melissa qui ont remplacé les noms Allison, Iris et Michelle.
Andrea, Ingrid,et Melissa furent utilisés pour la première fois lors de cette année 2007. Ceux en gris n'ont pas été utilisés. À la suite des dégâts importants qu'ils ont causés et selon la tradition, les noms Dean, Felix et Noel ont été retirés pour être remplacés par Dorian, Fernand et Nestor en 2013.
| - Andrea - Barry - Chantal - Dean - Erin - Felix - Gabrielle | - Humberto - Ingrid - Jerry - Karen - Lorenzo - Melissa - Noel | - Olga - Pablo - Rebekah - Sebastien - Tanya - Van - Wendy |

### Classification
Les deux tableaux ci-dessous donne le classement des différentes tempêtes de 2007. Le premier donne leur énergie selon l'algorithme Accumulated Cyclone Energy (ou ACE) du National Weather Service qui est en gros une mesure de l'énergie dégagée instantanément multipliée par sa durée de vie. Le second montre le nombre de morts causés par chacun.
| 1           | 35.23 | Dean     | 8  | 1.10 | Gabrielle |
| 2           | 18.03 | Felix    | 9  | 0.78 | Olga      |
| 3           | 5.62  | Noel     | 10 | 0.77 | Barry     |
| 4           | 3.62  | Karen    | 11 | 0.73 | Chantal   |
| 5           | 1.81  | Humberto | 12 | 0.49 | Melissa   |
| 6           | 1.48  | Lorenzo  | 13 | 0.37 | Erin      |
| 7           | 1.30  | Ingrid   | 14 | 0.37 | Jerry     |
| Total: 71.7 |       |          |    |      |           |

| 0 (6)           | Andrea  | 0       | Gabrielle |
| 1 (2)           | Barry   | 1       | Humberto  |
| 0               | Chantal | 0       | Ingrid    |
| 32 (12)         | Dean    | 0       | Jerry     |
| 16              | Erin    | 0       | Karen     |
| 161             | Felix   | 6       | Lorenzo   |
| 0               | Melissa | 163 (6) | Noel      |
| 45              | Olga    |         |           |
| Total: 394 (29) |         |         |           |

### Chronologie des événements
* Ces noms ont été retirés de la liste de l'Organisation météorologique mondiale.